# Ala II Flavia

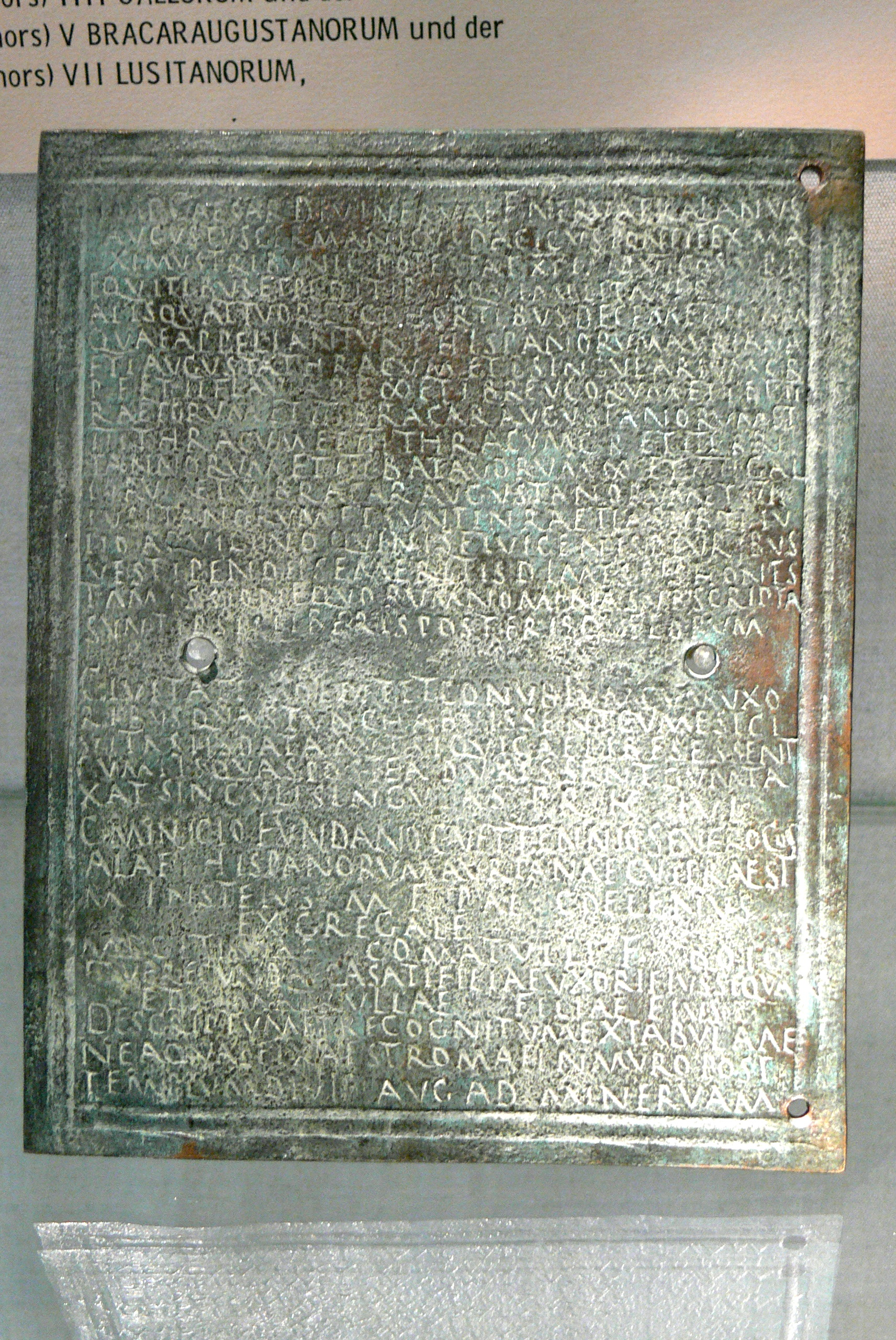
Das Militärdiplom des Mogetissa vom 30. Juni 107 n. Chr.

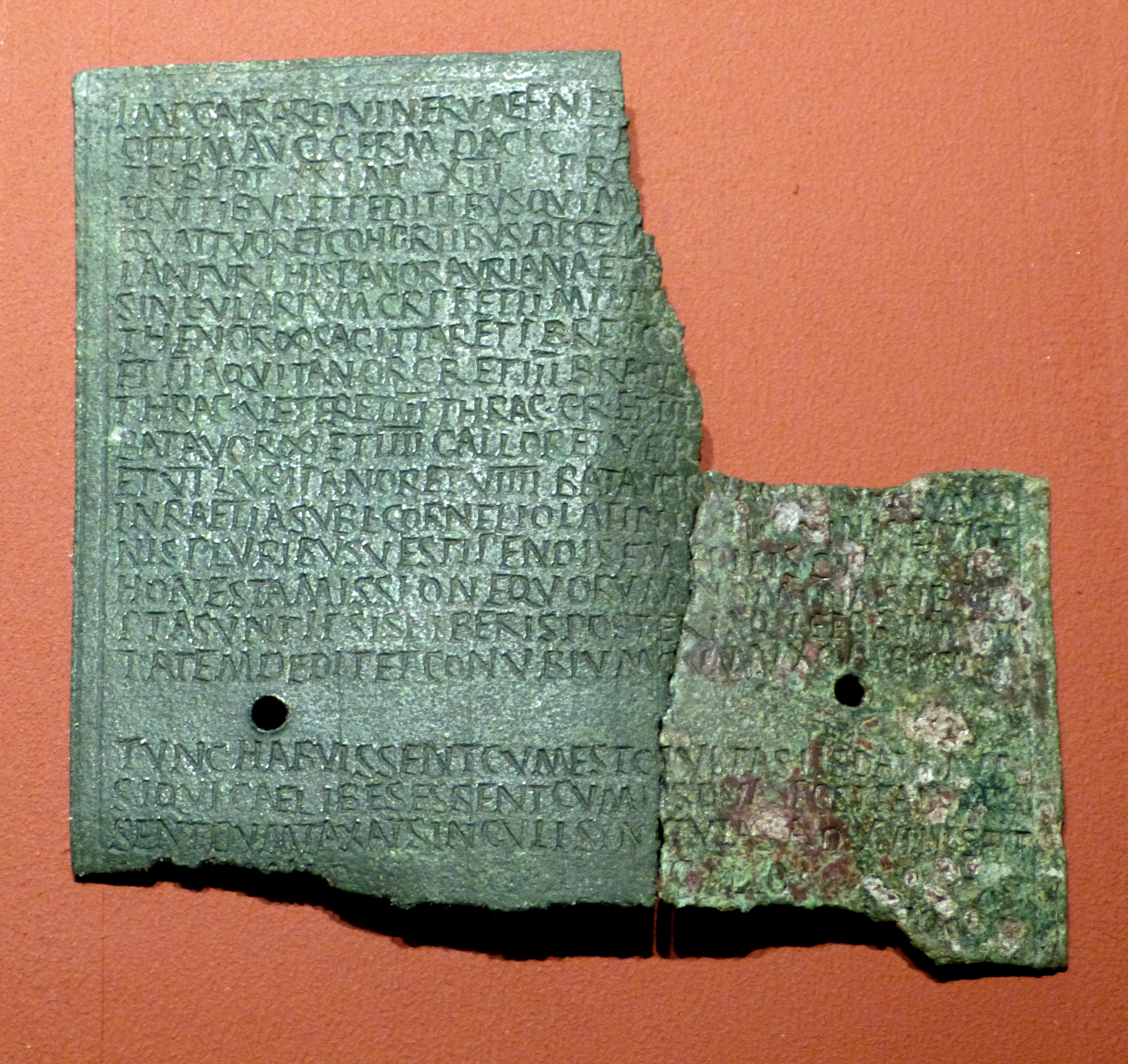
Das Militärdiplom vom 16. August 116

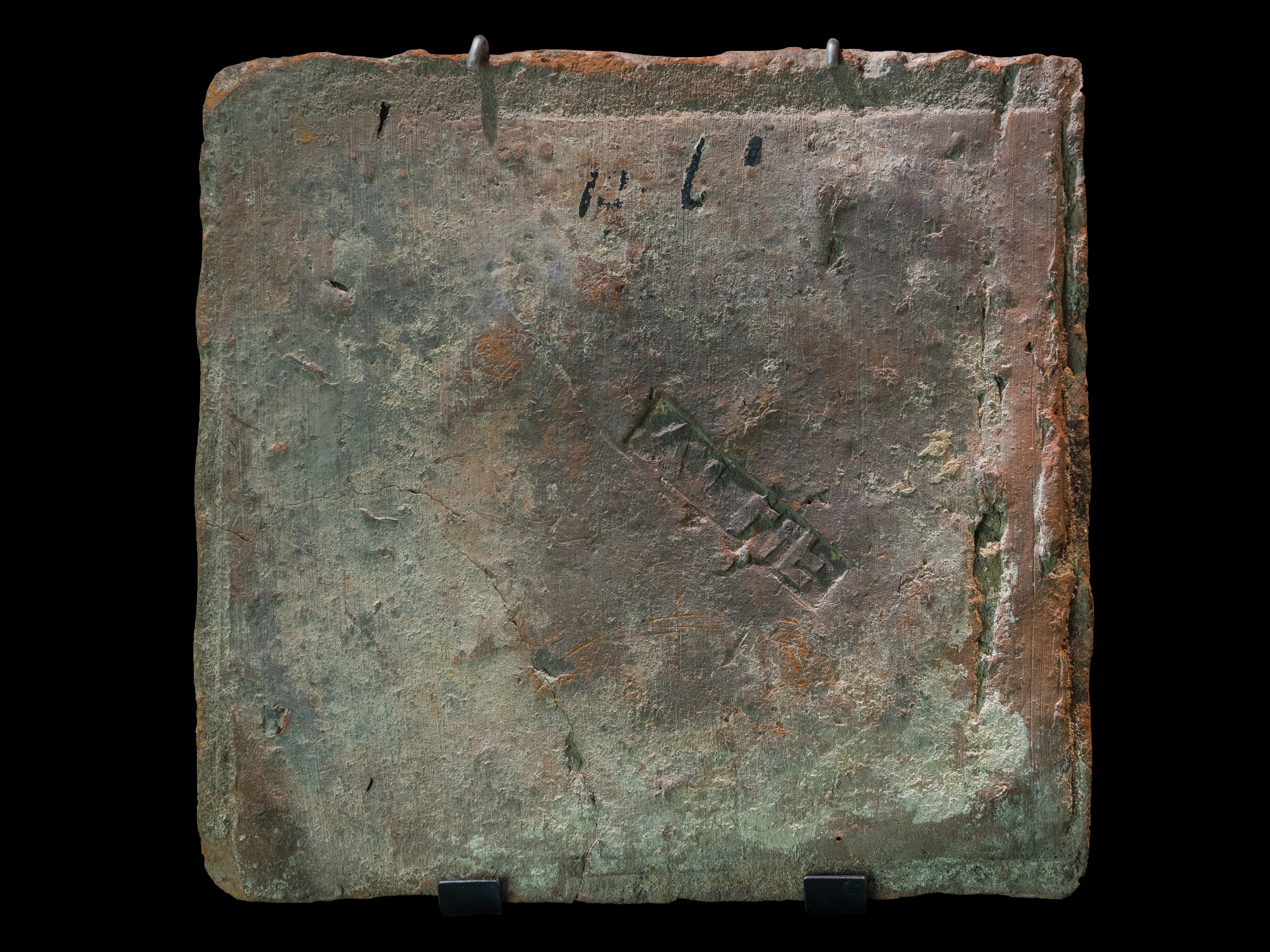
Ein Ziegel mit dem Stempel der Einheit.

Die Ala II Flavia [milliaria] [pia fidelis] [Alexandriana] (deutsch 2. Ala die Flavische [1000 Mann] [loyal und treu] [die Alexandrianische]) war eine römische Auxiliareinheit. Sie ist durch Militärdiplome, Inschriften und Ziegelstempel belegt. In den Diplomen von 74 bis 82 wird sie als Ala II Flavia Gemina bezeichnet, in einem Diplom von 116 als Ala II milliaria.

## Namensbestandteile
- Ala: Die Ala war eine Reitereinheit der Auxiliartruppen in der römischen Armee.

- II: Die römische Zahl steht für die Ordnungszahl die zweite (lateinisch secunda). Daher wird der Name dieser Militäreinheit als Ala secunda .. ausgesprochen.

- Flavia: die Flavische. Die Ehrenbezeichnung bezieht sich auf die flavischen Kaiser Vespasian, Titus oder Domitian.

- Gemina: (lateinisch Geminus Zwillings-). Die Ala entstand wahrscheinlich unter Vespasian aus der Zusammenlegung zweier Einheiten, die während des Bataveraufstands um 69/70 n. Chr. starke Verluste erlitten hatten.[A 2] Der Zusatz kommt in den Militärdiplomen von 74 bis 82 vor.

- milliaria: 1000 Mann. Die Einheit war möglicherweise ursprünglich eine Ala quingenaria mit einer Sollstärke von 480 Mann, die unter Domitian (81–96) erweitert wurde.[1] Spätestens bis 86 war sie aber zu einer Ala milliaria erweitert worden. Der Zusatz kommt in den Militärdiplomen von 86 bis 162 und in Inschriften[2] vor. In den Militärdiplomen wird statt milliaria das Zeichen {\displaystyle \infty } verwendet.

- pia fidelis: loyal und treu. Die Ala erhielt diese Auszeichnung nicht wie andere Einheiten nach der Niederschlagung des Aufstands von Lucius Antonius Saturninus im Jahr 89, sondern bereits vorher, vermutlich im Jahr 83 für ihre Teilnahme an einem Feldzug gegen germanische Stämme.[3][4] Der Zusatz kommt in Militärdiplomen von 86 bis 157 und in einer Inschrift[5] vor.

- Alexandriana: die Alexandrianische. Eine Ehrenbezeichnung, die sich auf Severus Alexander (222–235) bezieht. Der Zusatz kommt in einer Inschrift[6] vor.

Die Einheit war eine Ala milliaria. Die Sollstärke der Ala lag bei 720 Mann, bestehend aus 24 Turmae mit jeweils 30 Reitern.

## Geschichte
Die Ala war in den Provinzen Germania und Raetia (in dieser Reihenfolge) stationiert. Sie ist auf Militärdiplomen für die Jahre 74 bis 162 n. Chr. aufgeführt.
Der erste Nachweis der Einheit in Germania beruht auf einem Diplom, das auf 74 datiert ist. In dem Diplom wird die Ala als Teil der Truppen aufgeführt (siehe Römische Streitkräfte in Germania), die in der Provinz stationiert waren. Weitere Diplome, die auf 76 bis 82 datiert sind, belegen die Einheit in derselben Provinz.
Der erste Nachweis in der Provinz Raetia beruht auf einem Diplom, das auf 86 datiert ist. In dem Diplom wird die Ala als Teil der Truppen aufgeführt (siehe Römische Streitkräfte in Raetia), die in der Provinz stationiert waren. Weitere Diplome, die auf 107 bis 162 datiert sind, belegen die Einheit in derselben Provinz.
Im Winter 88/89 führte Titus Flavius Norbanus, der Procurator der Provinz Raetia, die Einheit von Raetien nach Mogontiacum, um bei der Niederschlagung des Aufstands von Lucius Antonius Saturninus zu helfen.
Der letzte Nachweis der Ala beruht auf einer Inschrift, die auf 222/235 datiert wird.

## Standorte
Standorte der Ala in Raetia waren möglicherweise:
- Günzburg:[A 3] eine Inschrift[10] wurde hier gefunden.
- Aquileia (Heidenheim): mehrere Inschriften[11] und ein Bruchstück eines Dachziegels[12] mit Ziegelstempel der Einheit wurden hier gefunden. Um 106/117 wurde die Einheit nach Heidenheim verlegt.[3]
- Aalen: mehrere Inschriften[13] und zwei Ziegel[14] mit dem Stempel der Einheit wurden hier gefunden. Um 160 wurde die Einheit nach Aalen verlegt, wo sie dann bis ins 3. Jhd. stationiert blieb.[3]

## Angehörige der Ala
Folgende Angehörige der Ala sind bekannt:

### Kommandeure
| - [?], ein Präfekt (CIL 8, 23068). Er war auch Präfekt der Ala Hispanorum Vettonum sowie Tribun der Cohors XXXII Voluntariorum. - []ius Lo[lli]an[us], ein Präfekt (AE 1986, 528) - []r() Vetus, ein Präfekt (AE 1989, 583) | - Aulus Pomponius Augurinus Titus Prifernius Paetus, ein Präfekt - Marcus Ulpius Dignus: er wird auf einem Diplom von 157 als Kommandeur genannt. - Tiberius Claudius Pollio, ein Präfekt - Tiberius Claudius Rufus: er wird auf dem Diplom von 153 als Kommandeur genannt. |

### Sonstige
| - [?], ein Decurio (CIL 3, 5823) - Annauso (CIL 13, 7025) - Bel(), ein Decurio (Pfahl 00265) - Conces(s)us, ein Reiter (AE 2004, 1061) - Essio, ein Reiter (Pfahl 00269) - Firmanus, ein Decurio (AE 2004, 1061) - Fl(avius) Valentin[us] (AE 1989, 585) - Fro[ntin(ius)] []an(us), ein Decurio (CIL 5, 8660) - Gemus, ein Decurio (Pfahl 00269) - [Ge]rmanus, ein Decurio (CIL 5, 8660) - Hilario, ein Reiter (AE 2004, 1059) | - Iuliu[s] (IBR 00208) - Lucanus, ein Signifer (Pfahl 00347) - Marcus, ein Decurio (AE 2004, 1059) - Marius Marcellus, ein Veteran und ehemaliger Decurio (AE 1980, 659) - Martial(ius) Titianus, ein Decurio (CIL 5, 8660) - Quintus, ein Soldat: ein Diplom von 157 (RMD 4, 275) wurde für ihn ausgestellt. - Rufinus, ein Reiter (Pfahl 00265) - Secundus, ein Soldat: das Diplom von 153 wurde für ihn ausgestellt. - T(itus) Flavius Qui(n)tinus, ein Reiter (CIL 14, 2287) - T(itus) Vitalius [Ad]ventus, ein Decurio (CCID 476) - Victorinus Longinus, ein Reiter (CIL 3, 5822) |